# Max von Stockhausen
Maximilian „Max“ Theodor Eduard Bernhard von Stockhausen (* 11. Februar 1890 in Koblenz; † 31. Januar 1971 auf Gut Stockhausen bei Meschede) war ein deutscher Jurist und Regierungsbeamter. Politische Bedeutung erlangte er unter anderem als persönlicher Referent des Reichskanzlers (1923–1928) und als Regierungspräsident in Arnsberg.

## Leben und Wirken
Max von Stockhausen wurde 1890 als Sohn des gleichnamigen preußischen Offiziers und Gutsbesitzers Max von Stockhausen (1862–1944) und seiner Ehefrau Kunigunde, geb. v. Guérard (1865–1929), geboren. Der Vater erreichte seinen Karrierehöhepunkt im Ersten Weltkrieg, in dem er bis zum Generalmajor befördert wurde. Ein Onkel Stockhausens mütterlicherseits war der Politiker und Reichsminister Theodor von Guérard. 
Seine Jugend verbrachte Stockhausen auf dem Familiensitz (Gut Stockhausen) bei Meschede. Nach dem Abitur und der Zugehörigkeit zum Militär studierte Stockhausen Rechtswissenschaften. 1911 trat er als Referendar bei der Bezirksregierung in Münster in den preußischen Staatsdienst ein. Ab 1914 nahm er als Reserveoffizier am Ersten Weltkrieg teil. Nach dem Krieg kehrte er in den Verwaltungsdienst zurück. Von 1918 und 1920 arbeitete Stockhausen im Landratsamt Warendorf. Danach wechselte er als Regierungsassessor an das Landratsamt Recklinghausen. Noch im selben Jahr wurde er mit der Leitung des Kreises Oberglogau beauftragt.
1922 wurde Stockhausen als Assessor in Reichskanzlei in Berlin versetzt. Dort wurde er nacheinander zum Regierungsrat und schließlich zum Oberregierungsrat befördert. Seit 1923 amtierte er als persönlicher Referent des Reichskanzlers. In dieser Funktion gehörte er zu den engen Mitarbeitern der Reichskanzler Wilhelm Marx und Hans Luther.
1926 trat Stockhausen in die Zentrumspartei ein. Am 1. Juli desselben Jahres heiratete er in Münster die westfälische Adelige Marie Antoinette von Papen (1906–1993), eine Tochter des Gutsbesitzers und Politikers Franz von Papen, einer führenden Figur im rechten Flügel der Zentrumspartei. Aus der Ehe gingen zwischen 1927 und 1948 insgesamt sechs Kinder hervor. Wie Papen trat Stockhausen 1932 aus der Zentrumspartei aus und näherte sich der DNVP an.
Von 1928 bis 1933 amtierte Stockhausen als Nachfolger des verstorbenen Otto Graf von Westphalen als Landrat des Kreises Lüdinghausen. Nach der politisch motivierten Entlassung von Max König wurde Stockhausen 1933 zum Regierungspräsidenten von Arnsberg ernannt.
Im Jahr 1935 wurde Stockhausen in den einstweiligen Ruhestand versetzt und 1940 endgültig außer Dienst gestellt. Die Entlassung erfolgte, weil sich Stockhausen geweigert hatte, in die NSDAP einzutreten. Daraufhin ordnete ein Telegramm von Adolf Hitler Stockhausens Entlassung an.
Nach seiner Entlassung lebte Stockhausen zurückgezogen auf seinem Gut bei Meschede. Nach dem Zweiten Weltkrieg veröffentlichte Stockhausen eine Autobiographie über seine Zeit in der Reichskanzlei.

## Schriften
- Geschichte des Reserveinfanterieregiments Nr. 7, 1941.
- Walter Görlitz (Hrsg.)/Max von Stockhausen: Sechs Jahre Reichskanzlei. Von Rapallo bis Locarno, Erinnerungen und Tagebuchnotizen 1922–1927, Bonn 1954.